# Niederwiesa
Niederwiesa ist eine an die Städte Chemnitz und Flöha angrenzende Gemeinde im Landkreis Mittelsachsen. Sie umfasst seit dem 1. Januar 1996 die Ortsteile Niederwiesa, Braunsdorf und Lichtenwalde. Auf 16,36 Quadratkilometern wohnen rund 5000 Einwohner. Bekannt ist das restaurierte Schloss Lichtenwalde mit seinem ausgedehnten Barockgarten.

## Geographie

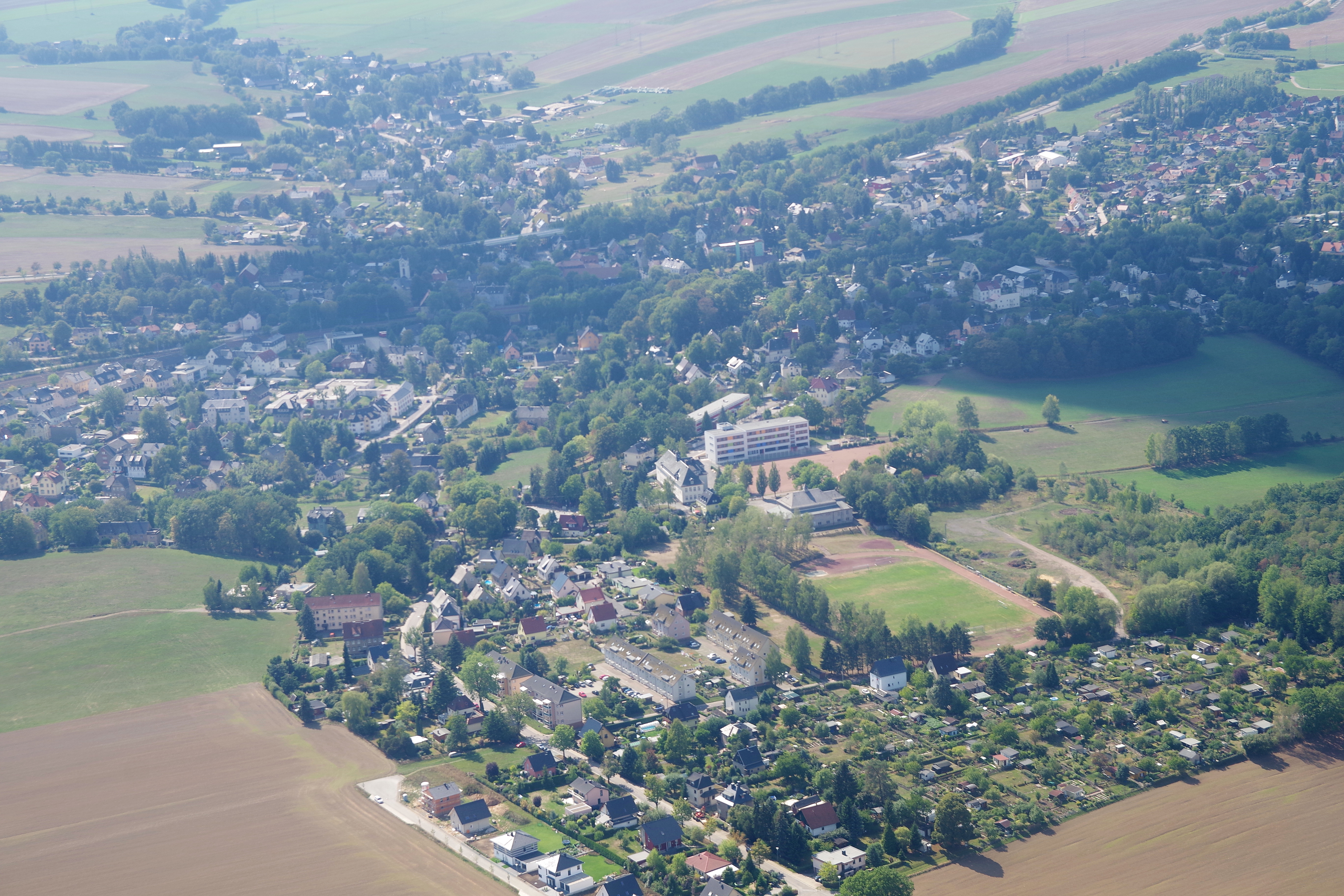
Luftaufnahme von Niederwiesa

Die Gemeinde Niederwiesa liegt an der Zschopau, rund zehn Kilometer östlich vom Chemnitzer Stadtzentrum und westlich von Flöha. Durch die Gemeinde fließen der Erlbach, der Eubaer Bach und der Zapfenbach, die jeweils linke Nebenflüsse der Zschopau sind.
Niederwiesa liegt auf etwa 300 m ü. NN. Dabei liegt der tiefste Punkt auf 252 m ü. NN, an der Zschopau und ein Zipfel erstreckt sich bis an den Beutenberg, Chemnitz, auf 410 m ü. NN.

### Geologie
Das Gebiet der Gesamtgemeinde (Niederwiesa, Braunsdorf, Lichtenwalde) befindet sich im Grenzbereich folgender regionalgeologischer Struktureinheiten:
- Vorerzgebirgs-Senke (Lugau-Oelsnitz- und Flöha-Teilsenke), Oberkarbon bis Perm
- Frankenberger Kristallinkomplex, Präkambrium bis Paläozoikum
- Erzgebirgs-Nordrandzone (Lößnitz-Zwönitzer Schuppenzone), Präkambrium

Entsprechend komplex ist der stratigrafisch-petrografische Aufbau der vorkommenden Gesteinsserien. Die nachfolgende Tabelle vermittelt hierzu eine Übersicht.
| Hauptgruppe             | Gruppe             | Folge                        | Alter (Ma) | Petrografie                                                          | Fazies                     | Lokalisierung                                                   |
| ----------------------- | ------------------ | ---------------------------- | ---------- | -------------------------------------------------------------------- | -------------------------- | --------------------------------------------------------------- |
| Quartär                 | Holozän            | ,,f                          | < 0,01     | Auelehm/ -sand                                                       | periglazial                | gewässernahe Bereiche (Zschopau und Nebenzuflüsse)              |
| Quartär                 | Pleistozän         | ,,hg                         | > 1        | Hangschutt, steinig-lehmige Verwitterungsmassen                      | glazial                    | westlich der Kerngemeinde rel. großflächig anstehend            |
| Perm                    | Unter-Rotliegendes | Leukersdorf-Formation (Tz)   | ~ 292      | Sandstein, Arkose, Konglomerat                                       | limnisch-fluviatil         | westlich von Braunsdorf und Lichtenwalde                        |
| Perm                    | Unter-Rotliegendes | Härtensdorf-Formation (ruH)  | ~ 294      | Sandstein, Arkose, Konglomerat                                       | limnisch-fluviatil         | Ortslage Niederwiesa, nordöstlich Lichtenwalde                  |
| Perm                    | Unter-Rotliegendes | Planitz-Formation (ruP)      | ~ 295      | Aschentuff („Zeisigwald-Tuff“)                                       | vulkanogen (ignimbritisch) | kleinflächig Ortslage Niederwiesa                               |
| Karbon                  | Oberkarbon         | Westfal B/C (postvariszisch) | ~ 300      | Schluff-/Sandstein, Tonstein, Steinkohle                             | Molasse                    | südlich Ortslage Niederwiesa im Struthwald, südlich Braunsdorf  |
| Kambrium – Ordovizium   |                    | Herold-Formation (cbHd)      | ~440-495   | Muscovitphyllit, Glimmerschiefer                                     | metamorph                  | südwestlich der Ortslage Niederwiesa an der Ortsgrenze zu Flöha |
| Präkambrium, Ordovizium |                    | ,G                           | ~440-495   | Metagranitoide, Biotit- bis Zweiglimmer-Orthogneis (Rot-/Augengneis) | metamorph                  | kleinflächig zwischen Niederwiesa und Braunsdorf im Zschopautal |
| Proterozoikum           | Vendium            | Lichtenwalde-Formation (VLi) | ~ 545      | Hornblendegneis, Amphibolit, Chlorit-Muscovit-Schiefer               | metamorph                  | zwischen Braunsdorf und Lichtenwalde im Zschopautal             |

### Nachbarorte
| Lichtenwalde | Braunsdorf                                  | Frankenberg/Sa. – Altenhain |
| Chemnitz     | Kompassrose, die auf Nachbargemeinden zeigt |                             |
| Hilbersdorf  | Euba                                        | Flöha                       |

### Gemeindegliederung
Die Gemeinde ist in die drei Ortsteile Niederwiesa, Braunsdorf und Lichtenwalde eingeteilt.
Die Ortsteile Braunsdorf und Lichtenwalde sind zugleich Ortschaften im Sinne der §§ 65 bis 68 der Sächsischen Gemeindeordnung. Für diese Ortschaften gibt es jeweils einen Ortschaftsrat, der in Braunsdorf zwei, in Lichtenwalde zehn Mitglieder hat, sowie einen Ortsvorsteher als Vorsitzenden. Die Ortschaftsräte sind zu wichtigen die Ortschaft betreffenden Angelegenheiten zu hören. Eine endgültige Entscheidung obliegt dann jedoch dem Gemeinderat der Gemeinde Niederwiesa.

## Geschichte
Der Ort Wiesa wurde vermutlich um das Jahr 1216 gegründet. Damals wurde noch nicht zwischen Oberwiesa und Niederwiesa unterschieden. Im Jahr 1346 wurde Wiesa als selbstständige Pfarrei in der Matrikel des Bistums Meißen erstmals als Wissen erwähnt. 1378 erscheint die Unterscheidung in Wese superior und Wese inferior. Zu dieser Zeit lag der Ort im Gau Rochlitz, da von der Burg Rochlitz die Besiedelung ausging. Ab 1450 gehörte zen der Wysen zur Lehnsherrschaft Lichtenwalde, allerdings übte die Stadt Chemnitz (Kempnitz) das Recht der Bannmeile aus. Im Jahr 1509 kam es in den sogenannten Bierkriegen zwischen Wiesa und Chemnitz zum Streit um das Braurecht und den Ausschank. Vermutlich aufgrund der Streitigkeiten um die Privilegien der Stadt Chemnitz kam es im Jahr 1563 zur Teilung in Ober- und Niederwiesa. Im Jahr 1540 wurde in Niederwiesa erstmals eine Kirchschule erwähnt, deren Lehrer sich nebenbei z. B. als Handwerker oder Krämer ihr Geld verdienen müssen.
In Niederwiesa existierte 1562 ein Vorwerk das später als Lehngut bezeichnet wurde. Dieses gehörte zur Grundherrschaft des Ritterguts Lichtenwalde. Der Ort Niederwiesa gehörte ebenfalls zeitweise zur Grundherrschaft Lichtenwalde bzw. als Amtsdorf direkt zum kursächsischen Amt Lichtenwalde, das ab 1696 durch das kursächsische Amt Frankenberg-Sachsenburg und ab 1783 durch das kursächsische bzw. spätere königlich-sächsische Amt Augustusburg verwaltet wurde. Nach dem Ende der sächsischen Ämterverfassung 1856 lag Niederwiesa im Zuständigkeitsbereich des Gerichtsamts Frankenberg und ab 1875 der Amtshauptmannschaft Flöha. Niederwiesa besaß bereits im Mittelalter eine Kirche, welche 1898 durch einen Neubau ersetzt wurde. Bis in das 19. Jahrhundert hinein hatte Niederwiesa eine klare dörflich ausschließlich auf Landwirtschaft ausgerichtete Struktur. Um 1836/40 wurde im Niederwiesaer Struthflügel Steinkohle abgebaut. Mit der infrastrukturellen Anbindung durch den Bau des Bahnhofs Niederwiesa an der Eisenbahnstrecke Dresden–Werdau (1866), der Eröffnung der Bahnstrecke Roßwein–Niederwiesa (1869) und mit der damit verbundenen Anbindung an die Großstädte entwickelte sich der Handel im Ort. Nachdem im Nachbarort Oberwiesa im Jahr 1860 eine Brauerei erbaut wurde (existierte bis 1890), entstand 1884 in Niederwiesa eine weitere an der Dresdner Straße, welche heute als Restaurant „Brauhof“ bekannt ist.
Am 1. Januar 1914 vereinigten sich die Gemeinden Oberwiesa und Niederwiesa zur Gemeinde Wiesa, die am 20. Juli 1915 laut Beschluss der Gemeinde in Niederwiesa umbenannt wurde. Durch die zweite Kreisreform in der DDR kam die Gemeinde Niederwiesa im Jahr 1952 zum Kreis Flöha im Bezirk Chemnitz (1953 in Bezirk Karl-Marx-Stadt umbenannt), der ab 1990 als sächsischer Landkreis Flöha fortgeführt wurde und 1994 im Landkreis Freiberg bzw. im Jahr 2008 im Landkreis Mittelsachsen aufging.

### Eingemeindungen
Am 1. Januar 1914 schlossen sich Niederwiesa und Oberwiesa zur neuen Gemeinde Wiesa zusammen. 1915 wurde Wiesa in Niederwiesa umbenannt.
Am 1. Juli 1995 wurde Braunsdorf eingemeindet.
Lichtenwalde folgte am 1. Januar 1996.

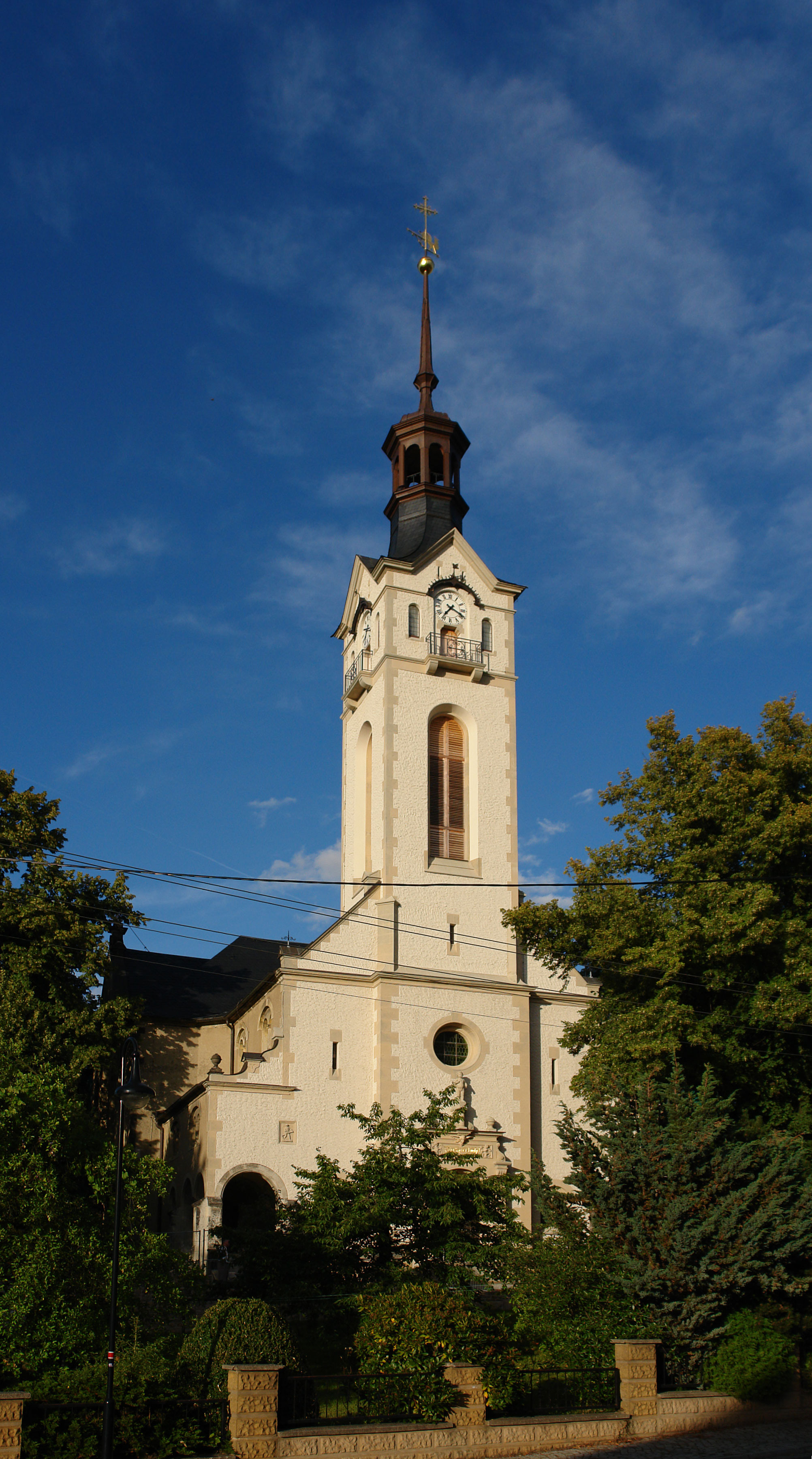
Kirche Niederwiesa

### Einwohnerentwicklung
(ab 1975 Stichtag: 31. Dezember)
| Jahr | Einwohner |
| ---- | --------- |
| 1914 | 3.950     |
| 1933 | 4.507     |
| 1939 | 4.954     |
| 1946 | 5.721     |

| Jahr | Einwohner |
| ---- | --------- |
| 1947 | 6.316     |
| 1964 | 5.075     |
| 1975 | 4.474     |
| 1989 | 3.676     |

| Jahr | Einwohner |
| ---- | --------- |
| 1995 | 4.793     |
| 1996 | 4.840     |
| 2005 | 5.270     |
| 2006 | 5.237     |

| Jahr | Einwohner |
| ---- | --------- |
| 2007 | 5.160     |
| 2008 | 5.139     |
| 2009 | 5.076     |
| 2010 | 5.057     |

| Jahr | Einwohner |
| ---- | --------- |
| 2011 | 5.047     |
| 2012 | 4.990     |
| 2013 | 4.950     |
| 2014 | 4.914     |

Quelle ab 1995 mit Gebietsstand Januar 2011: Statistisches Landesamt des Freistaates Sachsen / Regionaldaten Gemeindestatistik Sachsen
 ab 1990: Bevölkerungsfortschreibung auf Basis der Registerdaten vom 3. Oktober 1990 (Einwohner: 4989)
 ab 2011: Bevölkerungsfortschreibung auf Basis der Zensusergebnisse vom 9. Mai 2011 (Einwohner: 5047)

## Religionen
Im Ort befinden sich eine evangelisch-lutherische und eine katholische Pfarrgemeinde, von denen Erstere mehr Mitglieder aufweist.

## Politik
- Grüne: 1
- BSW: 1
- BI: 5
- BLN: 4
- CDU: 1
- AfD: 2

Je ein Sitz von AfD und BSW bleibt unbesetzt. Der Gemeinderat verkleinert sich demgemäß.

### Gemeinderat
Die Gemeinderatswahl vom 9. Juni 2024 führte bei einer Wahlbeteiligung von 74,5 % zu folgendem Ergebnis für die Zusammensetzung im Gemeinderat:
- Bürgerinitiative Niederwiesa e. V.: 5 Sitze
- Bürger- und Interessengemeinschaft Braunsdorf | Lichtenwalde | Niederwiesa: 4 Sitze
- AfD: 2 Sitze (ein Sitz bleibt mangels Bewerber unbesetzt)
- BSW: 1 Sitz (ein Sitz bleibt mangels Bewerber unbesetzt)
- CDU: 1 Sitz
- Grüne: 1 Sitz

| Liste                                                                        | 2024   | 2024   | 2019   | 2019   | 2014   | 2014   |
| Liste                                                                        | Sitze  | in %   | Sitze  | in %   | Sitze  | in %   |
| ---------------------------------------------------------------------------- | ------ | ------ | ------ | ------ | ------ | ------ |
| Bürgerinitiative Niederwiesa e. V.                                           | 5      | 35,0   | 7      | 41,0   | 9      | 47,0   |
| Bürger- und Interessengemeinschaft Braunsdorf \| Lichtenwalde \| Niederwiesa | 4      | 22,7   | –      | –      | –      | –      |
| AfD                                                                          | 2      | 16,1   | 1      | 11,4   | –      | –      |
| BSW                                                                          | 1      | 13,8   | –      | –      | –      | –      |
| CDU                                                                          | 1      | 8,8    | 1      | 6,7    | 3      | 16,6   |
| Grüne                                                                        | 1      | 3,7    | 1      | 6,5    | –      | 2,9    |
| BLB                                                                          | –      | –      | 4      | 23,1   | 3      | 20,8   |
| IG – Niederwiesa                                                             | –      | –      | 1      | 9,0    | –      | –      |
| SPD                                                                          | –      | –      | –      | 2,2    | –      | 2,7    |
| Linke                                                                        | –      | –      | –      | –      | 1      | 8,2    |
| NPD                                                                          | –      | –      | –      | –      | –      | 1,7    |
| Wahlbeteiligung                                                              | 74,5 % | 74,5 % | 68,3 % | 68,3 % | 56,9 % | 56,9 % |

| Partei / Liste                                                         | Stimmenanteil | Sitze |
| ---------------------------------------------------------------------- | ------------- | ----- |
| Bürgerinitiative Niederwiesa e. V.                                     | 35,0 %        | 5     |
| Bürger- und Interessengemeinschaft Braunsdorf/Lichtenwalde/Niederwiesa | 22,6 %        | 4     |
| AfD                                                                    | 16,1 %        | 2     |
| BSW                                                                    | 13,8 %        | 1     |
| CDU                                                                    | 8,8 %         | 1     |
| GRÜNE                                                                  | 3,7 %         | 1     |

### Bürgermeister
Dietmar Hohm war von 1990 bis 2012 Bürgermeister der Gemeinde. Zum 1. Januar 2013 wurde er von Ilona Meier abgelöst, die als einzige Kandidatin zur Wahl antrat und im Oktober 2012 mit 86 % der Stimmen gewählt wurde. Mit der Bürgermeisterwahl am 3. November 2019 wurde Raik Schubert, mit 1690 ausgezählten Stimmen (69 %), zum neuen Bürgermeister gewählt. Er trat sein Amt am 1. Januar 2020 an.
| Wahl | Bürgermeister | Vorschlag | Wahlergebnis (in %) |
| ---- | ------------- | --------- | ------------------- |
| 2019 | Raik Schubert | BI        | 69,0                |
| 2012 | Ilona Meier   | BI        | 87,7                |
| 2008 | Dietmar Hohm  | BI        | 72,9                |
| 2001 | Dietmar Hohm  | BI        | 88,8                |
| 1994 | Dietmar Hohm  | BI N      | 69,0                |

### Kreistag
Bei der letzten Kommunalwahl am 9. Juni 2024 schafften zwei Kandidaten aus Niederwiesa im Wahlkreis 14 den Sprung in den Kreistag: Raik Schubert (Freie Wähler Mittelsachsen e. V.) und Jörg Scheibe (BSW).

### Wappen
Das Wappen ist ein Schnitter an einem Fluss mit drei Steinen vor dem Hintergrund dreier Bäume und dem Braunsdorfer Wasserturm. Der Fluss ist die Zschopau, welche die Gemeinde durchfließt. Die drei Steine symbolisieren Niederwiesa und die beiden Ortsteile Braunsdorf und Lichtenwalde. Das Wappen entstand durch das Zusammenfügen der drei Einzelwappen bei der Vereinigung der Orte.

### Gemeindepartnerschaften
Seit dem 3. Oktober 1990 besteht die Gemeindepartnerschaft mit Bestwig (NRW), 2005 kam eine zweite Partnerschaft zur ungarischen Gemeinde Tiszadorogma hinzu, die 2010 auf das benachbarte Ároktő erweitert wurde.

## Kultur und Sehenswürdigkeiten

### Museen

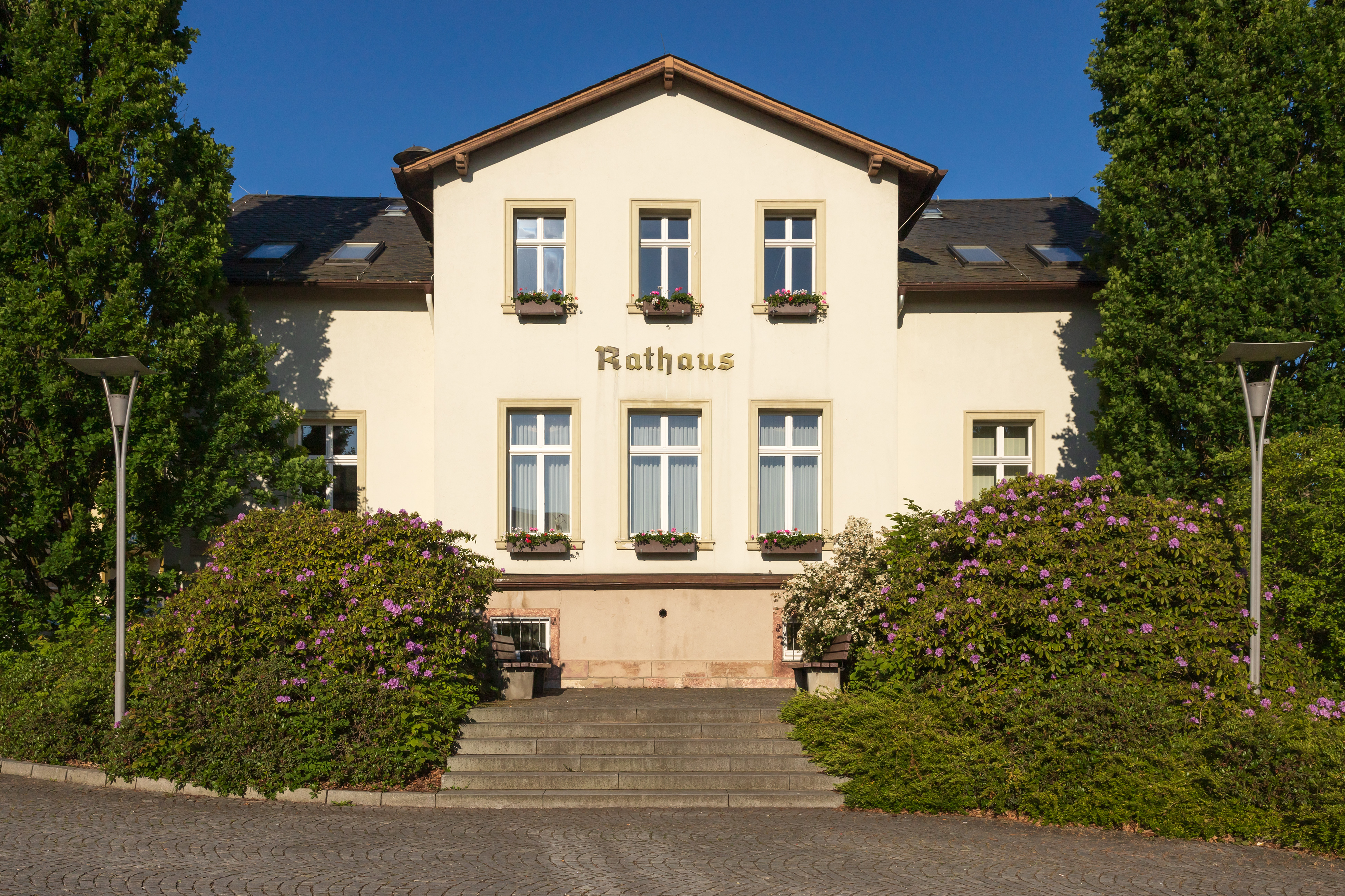
Das Niederwiesaer Rathaus

Aufgrund seiner umfangreichen Sammlung von rund 7.000 Ausstellungsstücken ist das Feuerwehr-Museum ein Museum, welches in der Region seinesgleichen sucht. Mitglieder der Freiwilligen Feuerwehr Niederwiesa haben die Stücke, vom 19. Jahrhundert beginnend, zusammengetragen. Die Einrichtung ist auf Anfrage geöffnet.
Das Webereimuseum der Firma Tannenhauer  in Braunsdorf ist eine ehemalige Weberei, die bis in die DDR-Zeit produziert hat. Verschiedene Webstühle, -maschinen und -techniken können besichtigt und zum Teil auch selbst ausprobiert werden. Das Museum ist ganzjährig an verschiedenen Wochenenden und Feiertagen geöffnet. Im Fabrikgebäude befindet sich die Fertigung und Werkschau der Cammann Gobelin Manufaktur.
Das Schloss Lichtenwalde beherbergt das Museum für Völker und Kulturen mit der Sammlung Frank, ein Uhrenmuseum, die erste Wünschelrutenausstellung der Welt, eine Sammlung von Puppen und historischem Spielzeug. Die Besichtigung ist täglich, außer montags, möglich. Ebenfalls befindet sich im Schloss die Umweltbibliothek der Sächsischen Landesstiftung Natur und Umwelt.

### Bauwerke

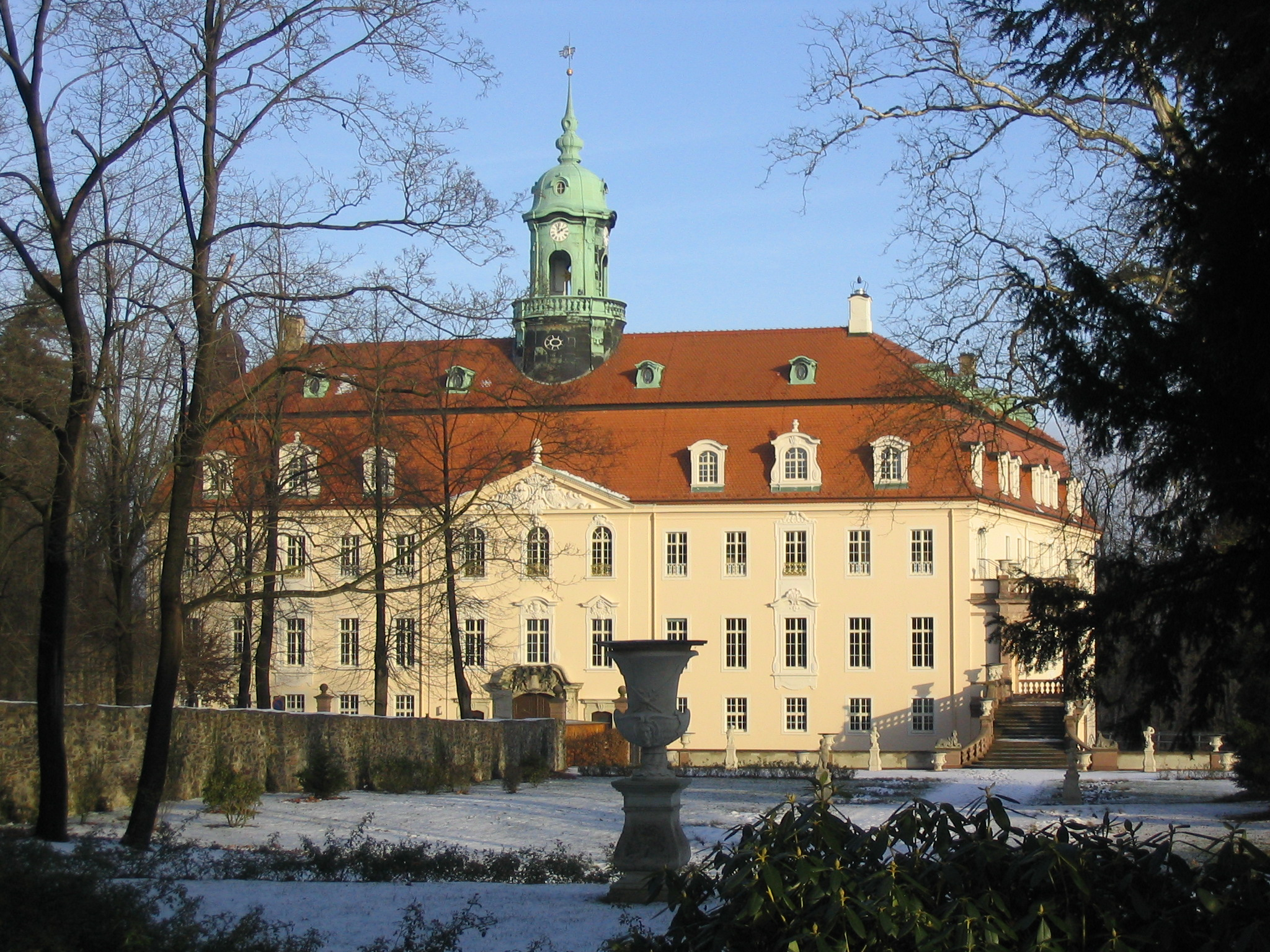
Schloss Lichtenwalde

Das zwischen 1722 und 1726 erbaute Barockschloss Lichtenwalde ist das Glanzstück der Gemeinde. 1730 wurde der angrenzende Barockgarten mit seinen Pavillons, Brunnen und Skulpturen angelegt, in denen oft Konzerte stattfinden. Zu dem Schlossareal gehören noch eine Orangerie, ein Rittergut und ein Brauhaus, die Schlosskapelle aus dem 13. Jahrhundert mit der anschließenden Terrasse bilden den Kern des Schlosses. Das Schloss wurde nach dem Brand Anfang des 20. Jahrhunderts, der eine Hälfte zerstörte, zwischen 1999 und 2003 wieder restauriert. Anschließend an das Schloss liegt abseits das Familiengrab der Grafen Vitzthum von Eckstädt. Die Schlosspromenade, an denen sich mehrere Gaststätten und Läden befinden, ist Mittelpunkt vieler Ausflüge nach Lichtenwalde.

### Gedenkstätten
- Grabstätte und Gedenkstein links vom Eingang des Ortsfriedhofs erinnern an zwei unbekannte weibliche jüdische KZ-Häftlinge vom Todesmarsch aus einem Außenlager des KZ Flossenbürg
- Gedenktafel am Haus Eubaer Straße 29, seinem Geburtshaus, für den kommunistischen NS-Gegner Arthur Emmerlich, der örtlichen Widerstand organisierte und 1942 in Berlin-Plötzensee ermordet wurde. Ein Gedenkstein für alle Opfer des Faschismus auf dem Bahnhofsvorplatz wurde nach 1990 beseitigt.

### Regelmäßige Veranstaltungen
- April: Hexenfeuer
- Juni: Feuerwehrfest
- Juni: Musikalische Sommernachtsträume
- September: Kirmes
- Dezember: Pyramidenanschieben

## Wirtschaft und Infrastruktur

### Verkehr
Niederwiesa liegt verkehrsgünstig an der Bundesstraße 173 und ist schnell über die Anschlussstelle Chemnitz-Ost der Bundesautobahn 4 zu erreichen.

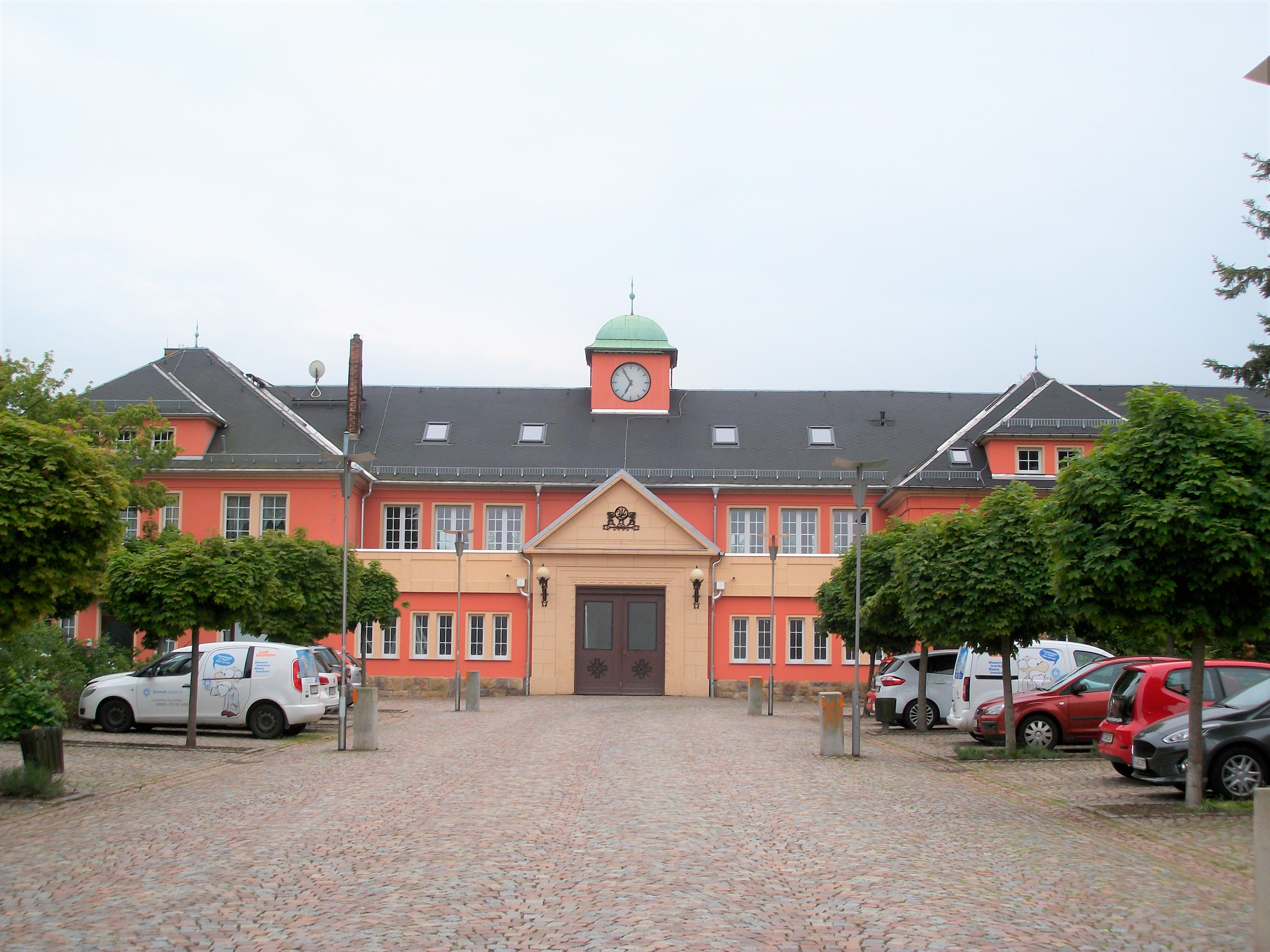
Bahnhof von Niederwiesa

Im Schienenverkehr und Öffentlichen Nahverkehr ist Niederwiesa stark an die angrenzende Großstadt Chemnitz mit der Stadtbahnlinie C15 zwischen der Chemnitzer Innenstadt und Hainichen verbunden, ebenso im Schienenverkehr mit mehreren Mittelzentren sowohl im Landkreis Mittelsachsen als auch im Erzgebirgskreis. So ist die Gemeinde mit dem Bahnhof Niederwiesa an der überregionalen Bahnstrecke Dresden–Werdau, der Sachsen-Franken-Magistrale, sowie an die Regionalbahnstrecken zwischen Chemnitz und Hainichen, nach Olbernhau und nach Cranzahl verbunden. Die genannten Strecken werden von den Linien C15, RB 30, RB 80 und RB 81 jeweils im Stundentakt bedient, sodass sich zwischen Niederwiesa und Chemnitz Hauptbahnhof ein dichter, S-Bahn-ähnlicher Takt ergibt.
Der zweite Haltepunkt innerhalb des Gemeindegebietes, Braunsdorf-Lichtenwalde, befindet sich an der Bahnstrecke zwischen Chemnitz und Hainichen im Ortsteil Braunsdorf und wird von Montag bis Sonntag stündlich bedient. Der Haltepunkt wird oft als Ausgangspunkt für Ausflüge in die Umgebung, etwa zu den Zschopautalhängen bei Lichtenwalde oder zum Schloss Lichtenwalde angeboten.
Außerdem führt durch Niederwiesa die Stadtbuslinie 83 der CVAG, welche von Niederwiesa, Schulzentrum über Euba nach Gablenz verkehrt, weiterhin die Buslinien 705, 706 und 710 des Regionalbusverkehrs, welche aus der Chemnitzer Innenstadt kommend über Niederwiesa verschiedene Orte im Landkreis Mittelsachsen verbinden.

### Bildungseinrichtungen

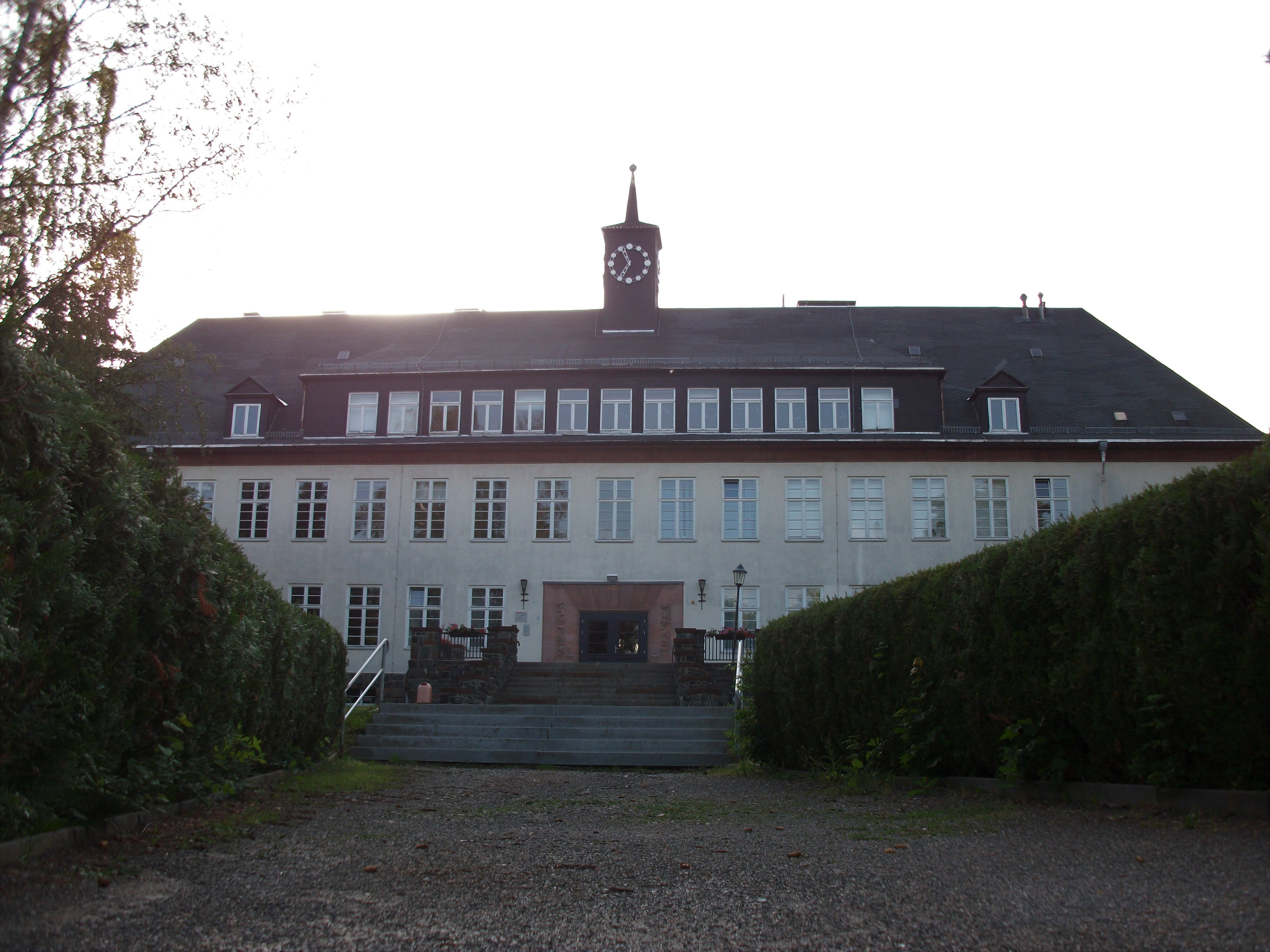
Oberschule Niederwiesa

Niederwiesa verfügt mit seinen beiden Ortsteilen Braunsdorf und Lichtenwalde über zwei Kindergärten, eine Grundschule (Seeber-Grundschule) und eine Oberschule. An Oberschule Niederwiesa gibt es Blockunterricht, bei dem die Schüler immer zu zwei Stunden zu je 45 Minuten unterrichtet werden und dann eine größere Pause einlegen.
Für ihre Projektarbeit wurde die Oberschule Niederwiesa im Mai 2012 mit dem 1. Sächsischen Schulpreis ausgezeichnet.

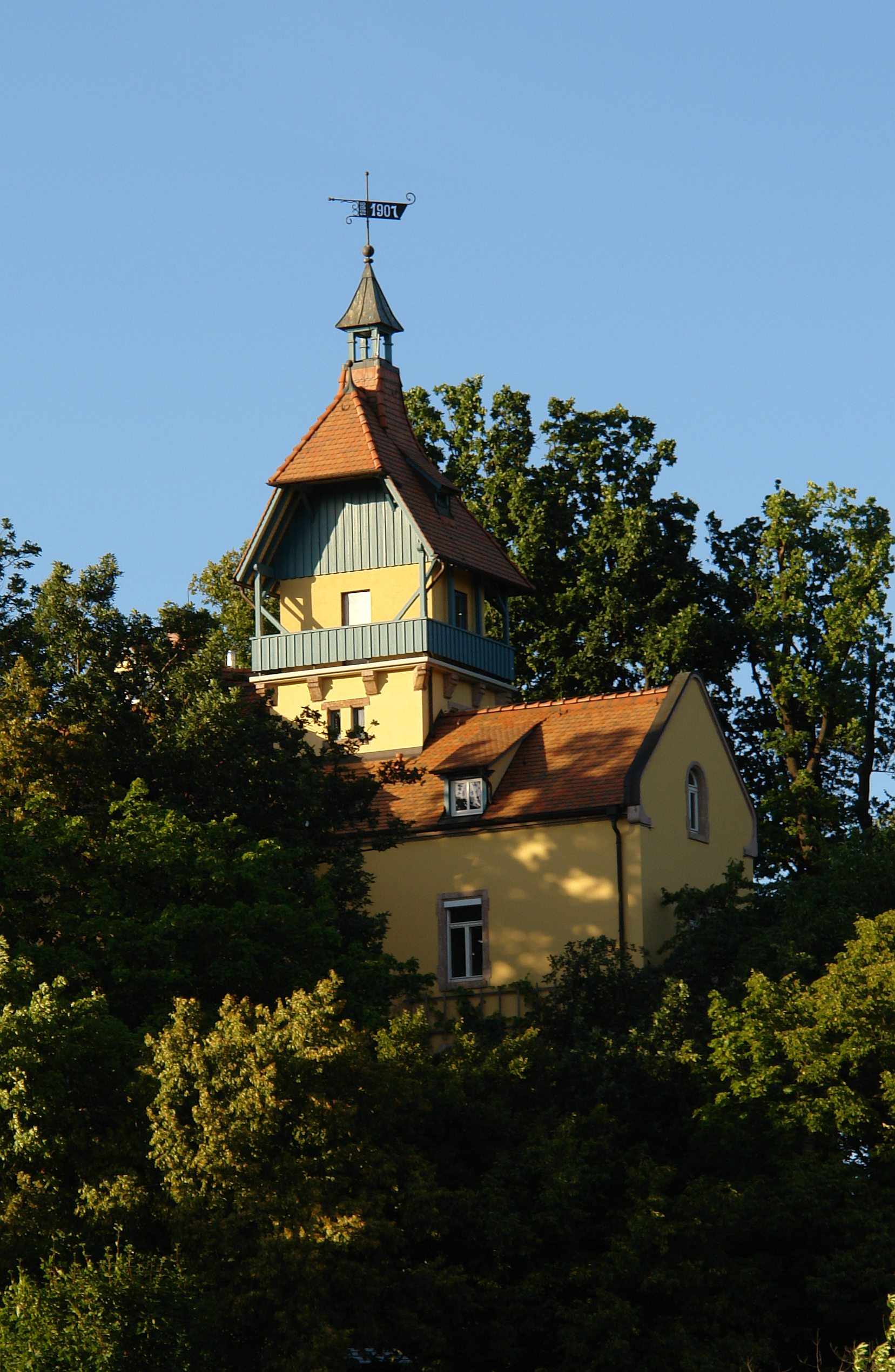
Villa in Niederwiesa

## Persönlichkeiten

### Söhne und Töchter der Gemeinde
- Felix Barth (1851–1931), sächsischer General der Infanterie, 1917 maßgeblich am Aufbau der Polnischen Wehrmacht beteiligt
- Arthur Emmerlich (1907–1942), Widerstandskämpfer gegen den Nationalsozialismus
- Hans Rudolph (1911–1975), Maler und Grafiker
- Horst Münzner (* 22. Januar 1925), ab 1984 Präsident der Deutschen Handelskammer in Österreich und der Industrie- und Handelskammer Braunschweig
- Dietrich Mendt (1926–2006), Theologe

### Persönlichkeiten, die vor Ort gewirkt haben
- Clemens Seeber (1851–1905), Filmpionier
- Guido Seeber (1879–1940), Filmpionier
- Rudolph Strauß (1904–1987), Pädagoge und Archivar